# San Luca (Maestro della Maddalena)
Il San Luca è un dipinto a tempera e oro su tavola (132x50 cm) del Maestro della Maddalena, databile al 1280-1285 circa e conservato nella Galleria degli Uffizi a Firenze.

## Storia
La tavola era stata ridipinta alla fine del XVIII o all'inizio del XIX secolo, secondo una moda portata a Firenze dal console inglese Mann presso il granduca Pietro Leopoldo. Vennero riscoperte le forme originarie in un restauro del 1935, trovando anche una ridipintura del XIV secolo sulla testa del santo.
Fu attribuito al Maestro della Maddalena, autore di una tavola oggi alla Galleria dell'Accademia, da Ugo Procacci.

## Descrizione e stile
La forma alta e stretta della tavola cuspidata - così come varie notazioni stilistiche - rimanda agli ultimi decenni del XIII secolo. San Luca è ritratto a piena figura con il Vangelo sottobraccio e con la mano destra benedicente, vestito all'antica con un pallio increspato da pieghe ritmiche ma mai schematiche che certificano l'alta qualità dell'opera; di contro, l'impianto per lo più disegnativo delle linee del panneggio e la rigidità di lumeggiature e ombre ne appiattiscono il rilievo, secondo i canoni di osservanza bizantina. Sono degni di nota alcuni dettagli come la soffice barba, divisa in ciuffi, o l'andamento della scollatura, dove lo spesso bordo nero genera un motivo sciolto e fluente.
Ai piedi del santo, minuscoli, sono presenti un frate e una monaca: sono le figure dei committenti che riconducono all'ambito francescano la probabile destinazione originaria della tavola.